# Bugados
Bugados é uma sitcom brasileira, criada e desenvolvida pela Scriptonita Films, e exibida pelo canal de televisão por assinatura Gloob. Voltada para o público infantojuvenil, a sitcom é grande sucesso de audiência e já teve seis temporadas exibidas.

## Enredo
Neo (Ryancarlos de Oliveira), Glinda (Isabella Casarini) e Tyron (Vinícius Marinho) são personagens de videogame. Mig (Gabriel Miller) e Carol (Sienna Belle) são irmãos com personalidades opostas. Tudo segue tranquilo, até que um evento extraordinário acontece e muda a vida de todos. 
Bugados é uma série infantojuvenil que conta a história de um grupo que se forma quando três personagens de videogame – um robô, uma skatista cósmica e um defensor intergaláctico - resolvem pular da tela para a vida real. Juntos com Mig e Carol, eles irão viver o dia a dia da escola e da vida. 
Aos poucos, eles percebem que têm habilidades, talentos complementares e acabam conseguindo tudo o que querem. E também o que não querem. Com muita energia e pouca experiência, eles se envolvem em confusões de toda sorte. 
Cansados de combater vilões e salvar o universo centenas de vezes por dia, eles agora têm amigos de verdade e buscam algo maior e mais fascinante: viver a grande aventura da vida real.

## Episódios
| Temporada | Temporada | Episódios | Exibição original      | Exibição original      |
| Temporada | Temporada | Episódios | Estreia de temporada   | Final de temporada     |
| --------- | --------- | --------- | ---------------------- | ---------------------- |
|           | 1         | 26        | 21 de outubro de 2019  | 25 de novembro de 2019 |
|           | 2         | 26        | 11 de maio de 2020     | 15 de junho de 2020    |
|           | 3         | 26        | 30 de agosto de 2021   | 1 de outubro de 2021   |
|           | 4         | 26        | 2 de maio de 2022      | 3 de junho de 2022     |
|           | 5         | 25        | 3 de abril de 2023     | 5 de maio de 2023      |
|           | 6         | 25        | 11 de dezembro de 2023 | 27 de dezembro de 2023 |

## Formato
Bugados é uma sitcom com 26 episódios por temporada, sendo os direitos de exibição das duas primeiras temporadas adquiridos pelo Gloob (canal de televisão por assinatura pertencente à Globosat). Bugados se apropria da dinâmica e dos elementos da comédia de erros para produzir humor e, ao mesmo tempo, empatia com os protagonistas. A série é rodada integralmente em estúdio. Seus cenários básicos incluem as dependências de uma escola e o Intermundos, um espaço hiper-tecnológico que mistura game com realidade, onde o grupo se reúne para relaxar, planejar suas ações e, claro, jogar videogame.

## Elenco
| Atores/Atrizes         | Personagens          |
| ---------------------- | -------------------- |
| Gabriel Miller         | Miguel Marques (Mig) |
| Sienna Belle           | Carol                |
| Ryancarlos de Oliveira | Neo                  |
| Vinícius Marinho       | Tyron 667            |
| Isabella Casarini      | Glinda               |
| Isabelle Aragão        | Alicia               |
| Manu Blear             | Mabel                |
| Vitor Giudici          | Fabinho              |
| Sidinho                | João                 |
| Giovanna Hiromi        | Naomi                |
| Marina Peroba          | Nanda                |
| Lukas Brombini         | Bernardo             |
| Davi Fields            | Matias               |
| Adriana Lessa          | Rebeca               |
| Eliana Guttman         | Olga                 |
| Renata Augusto         | Celeste              |
| Fábio Espósito         | Diretor Biller       |
| Ed Moraes              | Gregório             |
| Geraldo Mario          | Elói                 |
| Daniel Warren          | Xavier               |
| Vinícius Neri          | Gaspar               |
| Luiz Guilherme         | Storm                |

## Prêmios e indicações
| Ano  | Prêmio                  | Categoria                | Resultado |
| ---- | ----------------------- | ------------------------ | --------- |
| 2020 | Prêmio Jovem Brasileiro | Melhor Programa ou Série | Indicado  |
| 2020 | Meus Prêmios Nick       | Programa de TV Favorito  | Indicado  |